# Jürgen Moltmann
Jürgen Moltmann (n. 8 aprilie 1926, Hamburg, Republica de la Weimar – d. 3 iunie 2024, Tübingen, Baden-Württemberg, Germania) a fost un teolog evanghelic german, profesor la Universitatea din Tübingen.

## Familia și studiile
Jürgen Moltmann a crescut la Hamburg într-o familie și într-un mediu nereligios. La vârsta de 17 ani a fost marcat de experiența traumatizantă a bombardării orașului Hamburg⁠(de)[traduceți], în care au murit 40.000 de oameni. Acest fapt l-a determinat să se întrebe de ce a supraviețuit și nu a murit în timpul bombardamentelor, asemeni altor zeci de mii. După război a studiat teologia evanghelică la Universitatea din Göttingen.

## Scrieri
Jürgen Moltmann este cunoscut pentru dezvoltarea teologiei speranței, o perspectivă teologică centrată pe eshatologie, care subliniază speranța învierii lui Hristos și promisiunea unui viitor mai bun pentru omenire. Moltmann a fost influențat de filozoful marxist Ernst Bloch și a extins ideile acestuia, susținând că speranța creștină oferă nu doar consolare în suferință, ci și o promisiune divină împotriva suferinței.

### Cărți
- 1964: Theologie der Hoffnung (Teologia speranței)
- 1972: Der gekreuzigte Gott (Dumnezeul răstignit)
- 1975: Kirche in der Kraft des Geistes (Biserica în puterea Duhului)

### Traduceri în română
- 2021: Treimea și Împărăția lui Dumnezeu. Contribuții la învățătura trinitară despre Dumnezeu, Alba Iulia, 2021. Cuprins și cuvânt către cititorii români